# Nightout
Nightout è il primo album in studio di Ellen Foley, uscito nel 1979 per la Epic Records. 

## Descrizione
Si tratta di una raccolta di cover, fatta eccezione per due inediti, scritti dalla stessa artista. 
L'intero lavoro viene supervisionato da Ian Hunter e Mick Ronson, collaboratori di David Bowie nonché membri fondatori dei Mott the Hoople. 
Il primo long play di Foley contamina il rock tradizionale con venature pop e rock n' roll. 

## Accoglienza
| Recensione | Giudizio |
| ---------- | -------- |
| AllMusic   |          |
| RYM        |          |

Accolto positivamente dalla critica musicale, Doug Stone recensisce così il disco: «Foley sgrida, rimprovera, sviene, canticchia, imbroncia, supplica e fa le fusa con un tono ricco che poche femme fatale possiedono, scalando un imponente muro di seduzione sonora».

## Tracce
1. We Belong to the Night
2. What's a Matter Baby (cover Timi Yuro)
3. Stupid Girl (cover The Rolling Stones)
4. Night Out (cover Philip Rambow)
5. Thunder and Rain (cover Graham Parker)
6. Sad Song (cover Mark Middler)
7. Young Lust (cover Philip Rambow)
8. Hideaway
9. Don't Let Go (cover Ian Hunter)

## Formazione
- Ellen Foley: voce
- Ian Hunter: pianoforte, percussioni
- Mick Ronson: chitarra elettrica, pianoforte, percussioni, coro
- Hilly Michaels: batteria
- Tommy Mandel: tastiera

## Classifiche
| Classifica                | Paese       | Posizione massima |
| ------------------------- | ----------- | ----------------- |
| DC (Top 100)              | Paesi Bassi | 2                 |
| GfK (Top 100)             | Germania    | 31                |
| OCC (Top 100)             | Regno Unito | 68                |
| ARIA (Kent Music Records) | Australia   | 13                |